# Trnjane (Požarevac)
Trnjane (em cirílico:Трњане) é uma vila da Sérvia localizada no município de Požarevac, pertencente ao distrito de Braničevo, na região de Braničevo. A sua população era de 915 habitantes segundo o censo de 2002.

## Demografia
| 1948  | 1953  | 1961  | 1971  | 1981  | 1991  | 2002 |
| ----- | ----- | ----- | ----- | ----- | ----- | ---- |
| 1 586 | 1 606 | 1 544 | 1 455 | 1 376 | 1 241 | 915  |